# Ligne de Côme à Varèse
La ligne de Côme à Varèse ou Traversata (Traversée) était une ligne ferroviaire italienne appartenant à Ferrovie Nord Milano (FNM). C'est une ligne régionale située en région de Lombardie, elle reliait les villes de Côme et de Varèse.